# Cottonwood (Califòrnia)
Cottonwood és una concentració de població designada pel cens dels Estats Units a l'estat de Califòrnia. Segons el cens del 2000 tenia 2.960 habitants.

## Demografia
Segons el cens del 2000, Cottonwood tenia 2.960 habitants, 1.068 habitatges, i 776 famílies. La densitat de població era de 478,2 habitants per km².
Dels 1.068 habitatges en un 42,6% hi vivien nens de menys de 18 anys, en un 51,5% hi vivien parelles casades, en un 16,3% dones solteres, i en un 27,3% no eren unitats familiars. En el 22% dels habitatges hi vivien persones soles el 8,7% de les quals corresponia a persones de 65 anys o més que vivien soles. El nombre mitjà de persones vivint en cada habitatge era de 2,77 i el nombre mitjà de persones que vivien en cada família era de 3,22.
Per edats la població es repartia de la següent manera: un 32,1% tenia menys de 18 anys, un 8,7% entre 18 i 24, un 29% entre 25 i 44, un 19,4% de 45 a 60 i un 10,8% 65 anys o més.
L'edat mediana era de 33 anys. Per cada 100 dones de 18 o més anys hi havia 87,2 homes.
La renda mediana per habitatge era de 30.191 $ i la renda mediana per família de 31.808 $. Els homes tenien una renda mediana de 31.161 $ mentre que les dones 20.755 $. La renda per capita de la població era d'11.778 $. Entorn del 12% de les famílies i el 18,3% de la població estaven per davall del llindar de pobresa.

## Poblacions més properes
El següent diagrama mostra les poblacions més properes.